# Rhantus poellerbauerae
Rhantus poellerbauerae är en skalbaggsart som beskrevs av Balke, Wewalka, Alarie och Ignacio Ribera 2007. Rhantus poellerbauerae ingår i släktet Rhantus och familjen dykare. Inga underarter finns listade i Catalogue of Life.